# Томмазо Дотті
Томмазо Дотті (11 липня 1993 , Мілан ) — італійський шорт-трекісткіст, бронзовий призер Олімпійських ігор 2022 року.

## Олімпійські ігри
| Рік  | Місто                     | 1000 метрів | 1500 метрів | Е | ЗЕ  |
| ---- | ------------------------- | ----------- | ----------- | - | --- |
| 2014 | Сочі, Росія               | —           | 27          | 8 | Н/Д |
| 2018 | Пхьончхан, Південна Корея | 22          | 25          | — | Н/Д |
| 2022 | Пекін, Китай              | —           | —           | 3 | —   |